# Дворики (городской округ Коломна)
Дво́рики — деревня в городском округе Коломна Московской области. До 2017 года относилась к Биорковскому сельскому поселению Коломенского района.

## География
Расположена на автодороге Р115. В 2,8 км к юго-востоку от деревни находится ж/д станция 18-й километр Московской железной дороги на участке Коломна—Озёры. Ближайшие населённые пункты — деревни Романовка, Гололобово, Лесной, посёлок Биорки.

## Население
| 2002 | 2006 | 2010 | 2021 |
| ---- | ---- | ---- | ---- |
| 14   | ↗17  | ↗28  | ↗43  |